# Microscelida alutacea
Microscelida alutacea es una especie de insecto coleóptero de la familia Chrysomelidae.
Fue descrita científicamente en 1998 por Clark.